# Nathan MacKinnon
Nathan MacKinnon (* 1. September 1995 in Halifax, Nova Scotia) ist ein kanadischer Eishockeyspieler. Der Center steht seit 2013 bei der Colorado Avalanche in der National Hockey League unter Vertrag, die ihn im NHL Entry Draft 2013 an erster Gesamtposition ausgewählt hatte. Nach seiner ersten NHL-Saison wurde er mit der Calder Memorial Trophy als bester Rookie der Liga geehrt, bevor er mit dem Team in den Playoffs 2022 den Stanley Cup gewann. Am Ende der Saison 2023/24 erhielt er die Hart Memorial Trophy und den Ted Lindsay Award als wertvollster Spieler der Liga. Mittlerweile verzeichnete er bereits 1000 Scorerpunkte in der NHL. Mit der kanadischen Nationalmannschaft errang er bei der Weltmeisterschaft 2015 die Goldmedaille.

## Karriere

### Kindheit
MacKinnon wuchs in Cole Harbour, einem Vorort von Halifax, in der kanadischen Provinz Nova Scotia auf und fiel in den dortigen Juniorenligen bereits früh durch eine sehr hohe Punktausbeute auf. So erzielte er etwa auf AAA-Niveau in einer Saison 145 Punkte in 35 Spielen. Aufgrund seiner guten Leistungen besuchte MacKinnon im folgenden Jahr das Internat Shattuck-Saint Mary’s School in Faribault im US-amerikanischen Bundesstaat Minnesota, wo er mit 101 Punkten in 58 Spielen zu den besten Spielern seiner Eishockeymannschaft zählte.

### LHJMQ

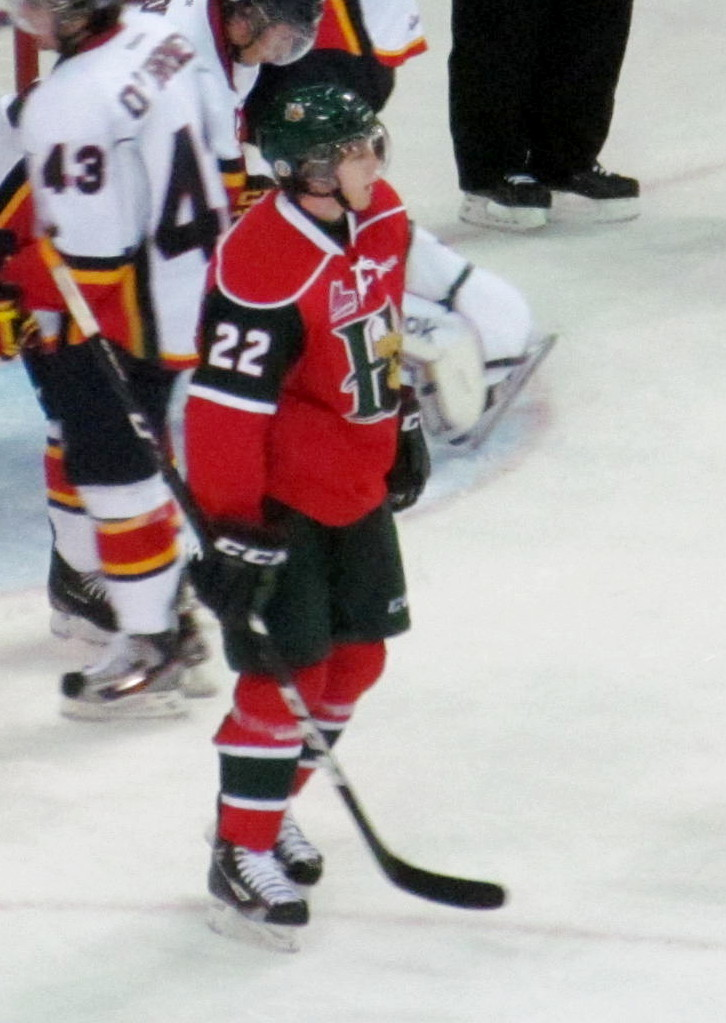
MacKinnon im Trikot der Halifax Mooseheads (2012)

Vor dem Midget Draft der LHJMQ, der im Juni 2011 stattfand, wurde Nathan MacKinnon in der Liste der hoffnungsvollsten Talente des Centre de soutien au recrutement auf dem ersten Platz gesetzt. Zuvor war bereits durch eine Lotterie entschieden worden, dass der Drakkar de Baie-Comeau aus dem Norden Québecs das erste Wahlrecht beim Draft erhalten würde. Daraufhin versuchten vier Vereine, darunter der Océanic de Rimouski und die Halifax Mooseheads, das Erstwahlrecht von Baie-Comeau zu erhalten. Der Verein entschied sich aber dafür, das Wahlrecht nicht abzutreten. Am 4. Juni 2011 wurde MacKinnon erwartungsgemäß als Gesamterster des Drafts von Baie-Comeau ausgewählt. Allerdings war er bei der Veranstaltung nicht anwesend, sondern absolvierte in dieser Zeit ein Training mit den Omaha Lancers aus der United States Hockey League.
Ein Wechsel nach Baie-Comeau galt als unwahrscheinlich, da MacKinnon kein Französisch spricht und es in der Stadt keine englische Schule gibt. Zudem hatte er Tendenzen, seine Karriere im US-amerikanischen College-System fortzusetzen statt in der kanadischen LHJMQ. Im Juli 2011 wurde allerdings bekannt, das MacKinnon nicht in die USA, sondern innerhalb der Liga zu den Halifax Mooseheads, der Mannschaft seiner Geburtsstadt, wechseln würde. Im Gegenzug erhielt Baie-Comeau die Rechte an den Angreifern Carl Gélinas und Francis Turbide, die beiden Erstrundenwahlrechte der Mooseheads in den Jahren 2012 und 2013 sowie ein weiteres Erstrundenwahlrecht 2013, das Halifax zuvor von den Remparts de Québec erworben hatte.
In der Saison 2011/12 absolvierte Nathan MacKinnon seine Rookiesaison in der LHJMQ, wobei er die reguläre Saison mit 78 Punkten aus 58 Spielen als zweitbester Rookiescorer der Liga hinter Michail Grigorenko abschloss. Am 3. Dezember 2011 erzielte er beim 6:4-Sieg gegen die Remparts de Québec fünf Tore und stellte dabei den bisherigen Franchiserekord von Jason King ein, der in der Saison 2001/02 ebenfalls fünf Tore in einem Spiel erzielt hatte. In den Playoffs, in denen die Mooseheads unter anderem die Serie gegen Québec nach einem 0:3-Rückstand noch drehten, zeichnete sich MacKinnon mit 28 Punkten aus 17 Spielen als bester Rookiescorer aus. Mit sechs Spielen in Folge, in denen er sich als Torschütze eintragen konnte, stellte er ebenfalls einen Ligabestwert auf.
Während der Saison 2012/13 verpasste MacKinnon durch einen Einsatz bei der U20-Junioren-Weltmeisterschaft 2013 sowie einer Knieverletzung 24 Saisonspiele. Insgesamt absolvierte MacKinnon 44 Partien, dabei gelangen ihm 75 Scorerpunkte. In den LHJMQ-Play-offs 2013 mussten die Halifax Mooseheads in 17 Spielen lediglich eine Niederlage hinnehmen und gewannen nach einem Sieg in der Finalrunde gegen die Baie-Comeau Drakkar ihren ersten Coupe du Président. Nathan MacKinnon war dabei mit 33 Punkten hinter Teamkollege Jonathan Drouin (35) zweitbester Punktesammler der Play-offs. Durch den Erfolg im LHJMQ-Finale erspielten sich die Mooseheads auch eine Teilnahme am Memorial Cup 2013, den sie nach einem Sieg im Finale gegen die Portland Winterhawks aus der Western Hockey League gewinnen konnten. MacKinnon gelangen dabei in vier Spielen 7 Tore und insgesamt 13 Scorerpunkte, wodurch er im Anschluss an den Wettbewerb sowohl als bester Scorer mit der Ed Chynoweth Trophy, als auch als wertvollster Spieler des Memorial Cups mit der Stafford Smythe Memorial Trophy geehrt wurde.

### NHL

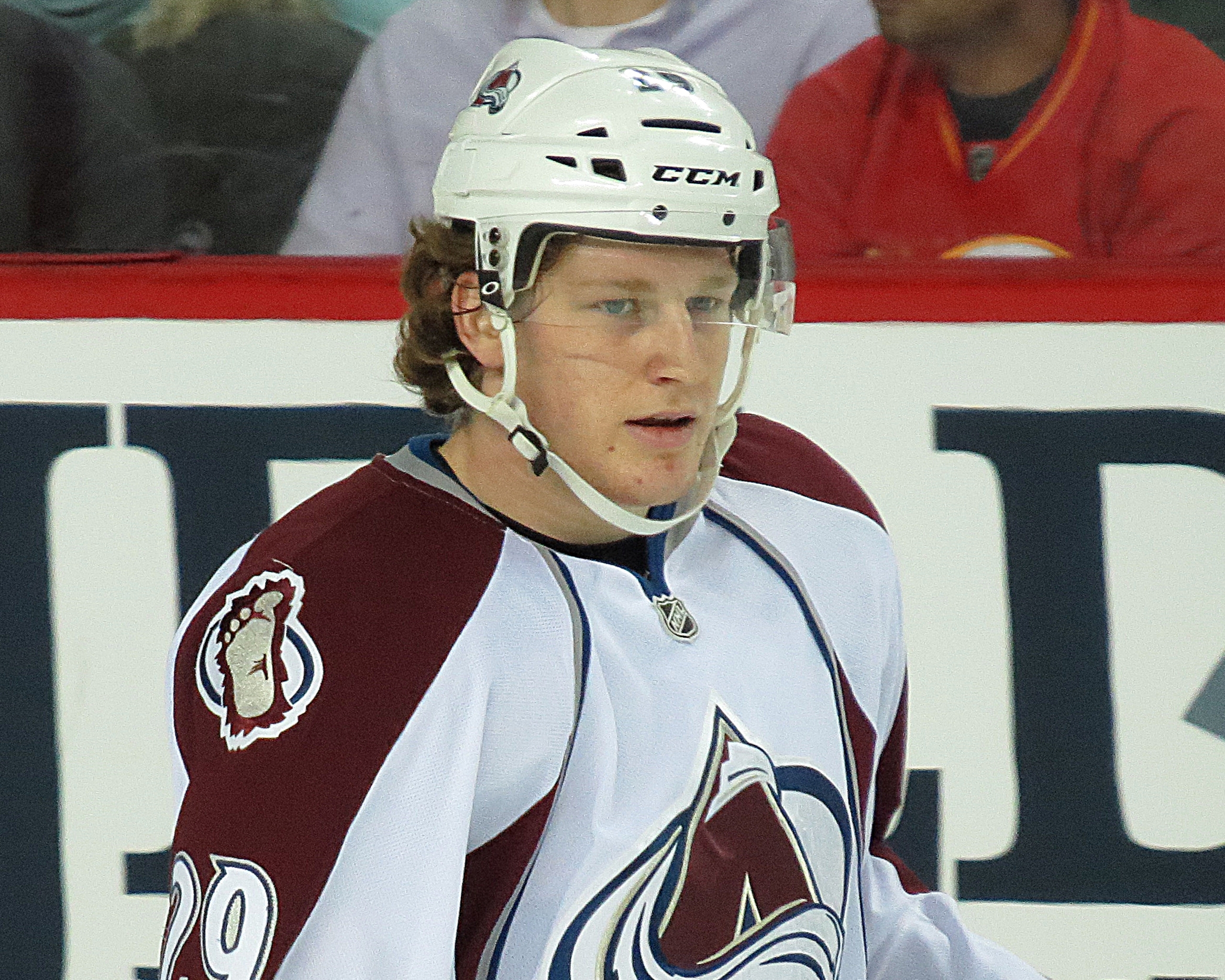
MacKinnon als Spieler der Colorado Avalanche (2013)

Beim NHL Entry Draft 2013 wurde Nathan MacKinnon als Gesamterster von der Colorado Avalanche ausgewählt, wenige Tage darauf unterschrieb er einen dreijährigen Einstiegsvertrag bei dem Franchise aus Denver. In seiner ersten NHL-Saison gewann die Avalanche den ersten Divisionstitel seit elf Jahren und wurde punktbestes Franchise der regulären Saison. MacKinnon erzielte 63 Scorerpunkte in 82 Spielen und führte damit die Liste der besten Rookie-Scorer an. Darüber hinaus wurde er ins NHL All-Rookie Team gewählt und mit der Calder Memorial Trophy als bester Neuprofi ausgezeichnet. 2017 folgte die erstmalige Teilnahme am NHL All-Star Game sowie die Ehrung als NHL-Spieler des Monats November.
In der Saison 2017/18 steigerte MacKinnon seine Leistung deutlich auf 97 Punkte aus 74 Spielen, wobei er hinter Connor McDavid mit 1,31 Punkten pro Spiel die zweithöchste Punktquote aller regelmäßig eingesetzten Spieler aufwies. Zugleich platzierte er sich auf Rang fünf der besten Scorer der Liga und wurde sowohl für die Hart Memorial Trophy als auch für den Ted Lindsay Award als wertvollster Spieler (MVP) der Liga nominiert, wobei er sich jedoch Taylor Hall bzw. Connor McDavid geschlagen geben musste. Allerdings berücksichtigte man ihn im NHL Second All-Star Team. Im Folgejahr 2018/19 bestätigte er die Leistungssteigerung mit 99 Punkten aus 82 Spielen. Am Ende der Spielzeit 2019/20 zeichnete man ihn mit der Lady Byng Memorial Trophy für seine sportliche Fairness aus, während er abermals im NHL Second All-Star Team Berücksichtigung fand.
In den Playoffs 2022 errang er mit seinem Team den Stanley Cup, woran er mit 24 Punkten in 20 Partien maßgeblichen Anteil hatte. Anschließend unterzeichnete er im September 2022 einen neuen Achtjahresvertrag in Colorado, der ihm mit Beginn der Saison 2023/24 ein durchschnittliches Jahresgehalt von 12,6 Millionen US-Dollar einbringen soll. Zum Zeitpunkt der Unterzeichnung hätte ihn dies mit Inkrafttreten zum bestbezahlten Spieler der NHL gemacht, im weiteren Verlauf wurde er diesbezüglich jedoch von Auston Matthews übertroffen.
In der Spielzeit 2023/24 steigerte der Kanadier seine Leistungen noch einmal deutlich auf 140 Scorerpunkte, womit er den seit 1982 bestehenden und noch als Nordiques de Québec erzielten Franchise-Rekord von Peter Šťastný (139) übertraf. Ligaweit platzierte er sich dabei auf dem zweiten Rang, hinter den 144 Punkten von Nikita Kutscherow. Vor diesem allerdings wurde er nun erstmals mit der Hart Memorial Trophy und dem Ted Lindsay Award als MVP der Saison ausgezeichnet. Zudem wählte man ihn ins NHL First All-Star Team.
Im März 2025 verzeichnete MacKinnon seinen 1000. Scorerpunkt in der NHL und wurde dabei zum 100. Spieler der Ligageschichte, der diesen Meilenstein erreicht. Die Saison beendete er mit 116 Punkten auf dem zweiten Rang der Scorerliste (erneut hinter Nikita Kutscherow), sodass er abermals im NHL First All-Star Team berücksichtigt wurde. Außerdem zog er in der ewigen Scorerliste der Avalanche mit dem Rekordhalter Joe Sakic (1015 Punkte) gleich, wofür er zufälligerweise auch die exakt gleiche Anzahl von Partien (870) benötigte.

### International
Erstmals vertrat MacKinnon Kanada bei der World U-17 Hockey Challenge 2011, als er für das Team Canada Atlantic, eine der fünf kanadischen Mannschaften bei dem Turnier, in fünf Spielen acht Punkte erzielte und den fünften Platz erreichte. Im selben Jahr wurde MacKinnon auch für seine Heimatprovinz Nova Scotia für die Canada Winter Games nominiert und war mit acht Toren der zweitbeste Torschütze des Turniers, außerdem war er mit elf Punkten der viertbeste Scorer. Seine Mannschaft beendete das Turnier, das in der Provinzhauptstadt Halifax ausgetragen wurde, auf dem siebten Platz. Bei der World U-17 Hockey Challenge 2012 trat er erneut für Canada Atlantic an. Ihm gelangen im Turnierverlauf vier Punkte, das Team erreichte den siebten Platz. Erfolgreicher gestaltete sich das im selben Kalenderjahr ausgetragene Ivan Hlinka Memorial Tournament. MacKinnon, der in der Auftaktpartie gegen die Schweiz drei Punkte verbuchte, war mit einem Hattrick im souverän gewonnenen Finalspiel gegen Finnland maßgeblich am Turniersieg der Kanadier beteiligt.
Bei der U20-Junioren-Weltmeisterschaft 2013 wurde MacKinnon von Cheftrainer Steve Spott hauptsächlich in der vierten Angriffsreihe eingesetzt. Auf Grund der im Vergleich zum Ligaalltag mit den Halifax Mooseheads für ihn ungewohnten Rolle und der dadurch resultierenden geringeren Eiszeit gelang ihm in sechs Partien lediglich eine Torvorlage. Die Kanadier erreichten bei dem Turnier nach einer Niederlage im Spiel um den dritten Platz gegen die russische Auswahl den vierten Platz.
Nachdem er im Seniorenbereich bereits an der Weltmeisterschaft 2014 teilgenommen hatte, gewann er mit dem Team bei der WM 2015 die Goldmedaille. Anschließend nahm er mit dem Team Nordamerika, einer Auswahl aus U23-Spielern Kanadas und der USA, am World Cup of Hockey 2016 teil, bevor er bei der Weltmeisterschaft 2017 die Silbermedaille errang. Zudem wurde er bei der WM 2017 ins All-Star Team des Turniers gewählt. Es folgten weitere Teilnahmen am 4 Nations Face-Off 2025, das die Kanadier gewannen, und den Welttitelkämpfen im selben Jahr.

## Erfolge und Auszeichnungen
| - 2013 Teilnahme am CHL Top Prospects Game - 2013 LHJMQ Second All-Star-Team - 2013 Coupe-du-Président-Gewinn mit den Halifax Mooseheads - 2013 Memorial-Cup-Gewinn mit den Halifax Mooseheads - 2013 Stafford Smythe Memorial Trophy - 2013 Ed Chynoweth Trophy - 2013 Memorial Cup All-Star-Team - 2014 NHL All-Rookie Team - 2014 Calder Memorial Trophy - 2017 Teilnahme am NHL All-Star Game - 2017 NHL-Spieler des Monats November - 2018 Teilnahme am NHL All-Star Game - 2018 NHL Second All-Star Team - 2019 Teilnahme am NHL All-Star Game - 2020 Teilnahme am NHL All-Star Game | - 2020 Lady Byng Memorial Trophy - 2020 NHL Second All-Star Team - 2021 NHL-Spieler des Monats April der West Division - 2022 Teilnahme am NHL All-Star Game (verletzungsbedingte Absage) - 2022 Stanley-Cup-Gewinn mit der Colorado Avalanche - 2023 Teilnahme am NHL All-Star Game - 2023 NHL-Spieler des Monats Dezember - 2024 Teilnahme am NHL All-Star Game - 2024 NHL-Spieler des Monats Januar - 2024 Hart Memorial Trophy - 2024 Ted Lindsay Award - 2024 NHL First All-Star Team - 2024 NHL-Spieler des Monats Dezember - 2025 NHL-Spieler des Monats Februar - 2025 NHL First All-Star Team |

### International
| - 2012 Goldmedaille beim Ivan Hlinka Memorial Tournament - 2015 Goldmedaille bei der Weltmeisterschaft - 2017 Silbermedaille bei der Weltmeisterschaft - 2017 All-Star-Team der Weltmeisterschaft | - 2025 Gewinn des 4 Nations Face-Off - 2025 Bester Torschütze des 4 Nations Face-Off - 2025 Most Valuable Player des 4 Nations Face-Off |

## Karrierestatistik
Stand: Ende der Saison 2024/25

### International
| Vertrat Kanada bei: - World U-17 Hockey Challenge 2011 - World U-17 Hockey Challenge 2012 - Ivan Hlinka Memorial Tournament 2012 - U20-Junioren-Weltmeisterschaft 2013 - Weltmeisterschaft 2014 | - Weltmeisterschaft 2015 - Weltmeisterschaft 2017 - 4 Nations Face-Off 2025 - Weltmeisterschaft 2025 | Vertrat Team Nordamerika bei: - World Cup of Hockey 2016 |

(Legende zur Spielerstatistik: Sp oder GP = absolvierte Spiele; T oder G = erzielte Tore; V oder A = erzielte Assists; Pkt oder Pts = erzielte Scorerpunkte; SM oder PIM = erhaltene Strafminuten; +/− = Plus/Minus-Bilanz; PP = erzielte Überzahltore; SH = erzielte Unterzahltore; GW = erzielte Siegtore; 1 Play-downs/Relegation; Kursiv: Statistik nicht vollständig)